# Geiselbach
Geiselbach là một đô thị thuộc huyện Aschaffenburg bang Bayern nước Đức

## Thành phố kết nghĩa
- Bavent, Calvados, Pháp